# Rafał Chwedoruk
Rafał Chwedoruk (ur. 1969) – polski politolog, doktor habilitowany nauk humanistycznych, profesor nadzwyczajny Uniwersytetu Warszawskiego, komentator polityczny.

## Życiorys
Rafał Chwedoruk jest absolwentem XLVII Liceum Ogólnokształcącego im. Stanisława Wyspiańskiego w Warszawie. W 1993 ukończył studia w Instytucie Nauk Politycznych Uniwersytetu Warszawskiego. Doktoryzował się w 2000 na macierzystej uczelni w oparciu o rozprawę Myśl polityczna ugrupowań postsolidarnościowej lewicy w okresie transformacji ustrojowej w Polsce (w latach 1989–1993), której promotorem była Anna Magierska. Stopień doktora habilitowanego nauk humanistycznych w zakresie nauk o polityce uzyskał w 2012 na podstawie dorobku naukowego i rozprawy Ruchy i myśl polityczna syndykalizmu w Polsce (2011).
Od 1993 pracuje w Instytucie Nauk Politycznych UW. W 2014 został profesorem nadzwyczajnym UW. Jego zainteresowania naukowe obejmują historię myśli politycznej i ruchów społecznych oraz historię myśli socjalistycznej w Polsce i Europie.

## Wybrane publikacje
- Nasza scena polityczna, Fundacja Polska Praca, Warszawa 1995
- Socjaliści z Solidarności w latach 1989-1993, Wydawnictwo Sejmowe, Warszawa 2004
- Ruchy i myśl polityczna syndykalizmu w Polsce, Dom Wydawniczy Elipsa, Warszawa 2011
- Syndykalizm rewolucyjny – antyliberalna rewolta XX wieku, Dom Wydawniczy Elipsa, Warszawa 2013
- Polityka historyczna, Wydawnictwo Naukowe PWN, Warszawa 2018